# Wurmbea minima
Wurmbea minima är en tidlöseväxtart som beskrevs av Rune Bertil Nordenstam. Wurmbea minima ingår i släktet Wurmbea och familjen tidlöseväxter. Inga underarter finns listade i Catalogue of Life.